# NGC 6362

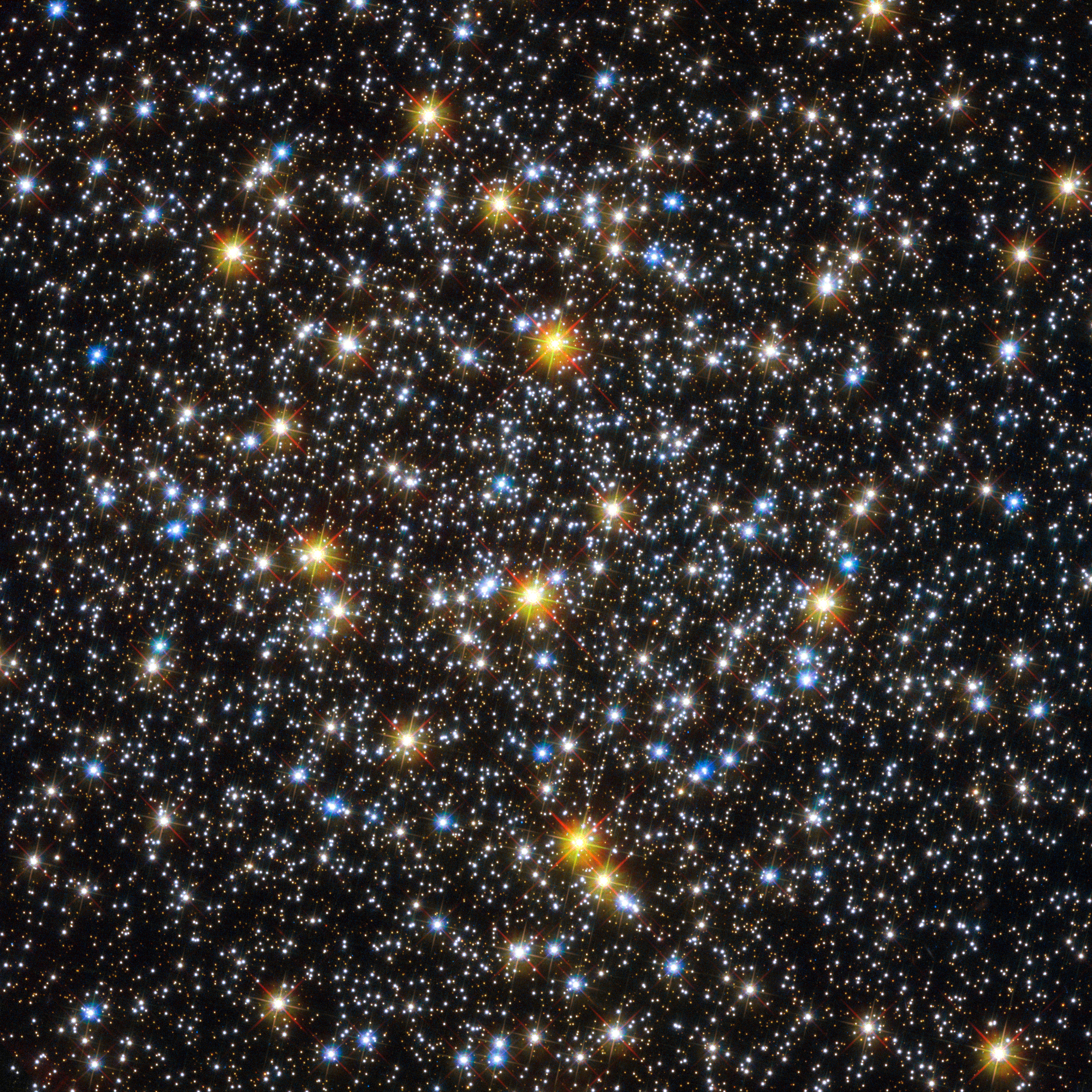
Het centrum van NGC 6362

NGC 6362 is een bolvormige sterrenhoop in het sterrenbeeld Altaar. Het hemelobject werd op 25 juni 1826 ontdekt door de Schotse astronoom James Dunlop.

## Synoniemen
- GCL 66
- ESO 102-SC8